# Sic transit gloria mundi (EP)
Sic transit gloria mundi è il quinto EP del gruppo musicale norvegese Ulver, pubblicato il 15 febbraio 2018 dalla House of Mythology.

## Tracce
1. Echo Chambers (Room of Tears) – 4:24
2. Bring Out Your Dead – 4:56
3. The Power of Love – 5:38

## Formazione
- Kristoffer Rygg (Garm, Trickster G., G. Wolf, Fiery G. Maelstrom) – voce
- Tore Ylwizaker – tastiere, sintetizzatori, effetti
- Jørn H. Sværen – suoni